# Trichomalopsis americana
Trichomalopsis americana är en stekelart som först beskrevs av Charles Joseph Gahan 1933.  Trichomalopsis americana ingår i släktet Trichomalopsis och familjen puppglanssteklar. Inga underarter finns listade i Catalogue of Life.